# A II Z
Gli A II Z sono un gruppo musicale heavy metal band fondata nel 1979 a Manchester, in Inghilterra.

## Storia
La band si formò nel 1979 grazie all'allora chitarrista Gary Owens. Gli A II Z guadagnarono presto fama nei locali di Manchester e furono contattati dalla Polydor Records. Nel 1980 pubblicarono un album live, The Witch Of Berkely. Nel 1981 la band ottenne un prestigioso supporto da parte dei Black Sabbath. Simon Wright si aggiunse ben presto alla band che però si sciolse qualche anno dopo.

## Formazione
- David Owens - voce
- Gary Owens - chitarra
- Gam Campbell - basso
- Karl Reti - batteria

## Discografia

### Album in studio
- 1980 - The Witch of Berkeley (live) LP (Polydor)
- 1993 - The Witch of Berkeley Bootleg CD (Reborn Classics)
- 2006 - The Witch of Berkeley CD (Majestic Rock)

### Singoli/EP
- 1981 - No Fun After Midnight 7"/12" (Polydor)
- 1981 - I'm the One Who Loves You 7" (Polydor)